# 延尚昊
延尚昊（韓語：연상호，1978年12月25日—）是一名韓國男導演、編劇、製片人、攝影指導和配音員。知名於動畫電影《豬玀之王》（2011年）、《偽善者》（2013年），以及真人版的災難片電影《釜山行》（2016年）。

## 早期生活
延尚昊出生於首爾，他曾在祥明大學主修西方繪畫學系。

## 作品列表

### 電影
- 1997：《Megalomania of D》（短片）
- 2000：《D-Day》（短片）
- 2003：《The Hell》（短片）
- 2006：《The Hell: Two Kinds of Life》（短片）
- 2008：《Love Is Protein》（短片）
- 2008：《Indie Anibox: Selma's Protein Coffee》（短片）
- 2012：《The Window》（短片）
- 2014：《The Satellite Girl and Milk Cow》
- 2014：《Crazy Hyundae-sa》
- 2015：《Seonsan》
- 2016：《釜山行》
- 2018：《念力》
- 2020：《屍速列車：感染半島》[2]
- 2021：《咒術屍戰》（僅編劇）
- 2023：《靜_E》
- 2024：《遺贈的秘密》

### 電視劇
- 2019：OCN《救救我2》 原著
- 2020：tvN《謗法》
- 2021：Netflix《地獄公使》
- 2022：TVING《怪異》
- 2024：Netflix《寄生獸：灰色部隊》
- 2024：Netflix《地獄公使2》

### 動畫
- 2011：《豬玀之王》
- 2013：《偽善者（英语：The Fake (2013 film)）》
- 2016：《起源：首爾車站》

## 外部連結
- 延尚昊的X（前Twitter）  
- 延尚昊在韩国电影数据库（KMDb）上的資料（韓語）
- 延尚昊在互联网电影资料库（IMDb）上的資料（英文）